# Океан (Находка)
«Океан» (Находка) (рос. «Океан» Находка) — російський футбольний клуб з міста Находка Приморського краю. У сезонах 1992 і 1993 років команда грала у вищій російській лізі.

## Історія клубу
Історія клубу «Океан» з Находки розпочалась у 1980 році після приїзду до міста тренера Петра Комісарова, який створив нову команду на Находкинській базі активного морського риболовства. Команда швидко вийшла в лідери серед інших аматорських команд Приморського краю, п'ять разів підряд ставала чемпіоном краю. У 1984 році «Океан» представляв Приморський край на футбольних змаганнях Спартакіади народів РРФСР, на якій вийшов до фіналу. Після цього у 1986 році далекосхідна команда отримала право дебютувати в лізі майстрів. У першому своєму сезоні в другій лізі «Океан» зайняв високе п'яте місце у 4 зоні (сибірсько-далекосхідній) другої ліги серед 14 учасників. У 1989 році команда з Находки зайняла четверте місце в зональному турнірі, та здобула Кубок РСФСР серед команд другої ліги. Наступного року команда дебютувала у буферній зоні другої ліги. й відразу зайняла в ній третє місце. пропустивши вперед дві команди з Узбекистану «Нафтовик» (Фергана) і «Навбахор». У чемпіонаті 1991 року «Океан» виграв буферну зону, і виграв путівку до першої ліги. Проте після розпаду СРСР команді спочатку не знайшлось місця у майбутньому чемпіонаті СНД, і лише після відмови московських команд від участі в чемпіонаті СНД команда з Находки була включена до складу учасників першого чемпіонату Росії з футболу у вищій лізі.
У першому чемпіонаті Росії далекосхідна команда виступила досить вдало. «Океан» на першому етапі в домашньому матчі зумів перемогти останнього чемпіона СРСР ЦСКА з рахунком 5-2, а з іншою московською командою «Динамо» зіграли внічию 1-1. У кінці другого етапу находкинська команда обіграла петербурзький «Зеніт» з рахунком 3-2, що не дозволило петербурзькій команді продовжити виступи у вищому дивізіоні, а далекосхідній команді дозволило зайняти 13 місце, й продовжити виступи у вищій лізі в наступному сезоні. Кращий бомбардир команди в цьому сезоні Олег Гарін забив у чемпіонаті 16 м'ячів, що стало другим результатом серед усіх гравців за сезон (після Юрія Матвеєва), після чого нападник відразу ж отримав запрошення до московського «Локомотива». Проте зміни у складі команди негативно позначились на виступах «Океану», й у наступному сезоні находкинська команда зайняла лише 16 місце в першості, та вимушена була грати у перехідному турнірі за право продовжити виступи у вищій лізі. У цьому турнірі «Океан» разом із іншим представником Приморського краю «Променем» з Владивостока виступили невдало, та вибули до першої ліги. У другому за рівнем дивізіоні російського чемпіонату команда виступала три роки, і після сезону 1996 року вибула до другої російської ліги. Постійна нестача грошей у касі клубу призводила до поступового погіршення результатів команди, хоча й у 2005 році команда дійшла під керівництвом свого колишнього гравця Олега Гаріна до 1/16 фіналу Кубка Росії, де поступилась московському «Спартаку», а в зональному турнірі другої ліги зайняла друге місце. Наступного року «Океан» зайняв третє місце в зоні другої ліги, а вже після цього результати команди лише погіршувались у зв'язку з важким фінансовим становищем, і в 2011 році клуб з Находки перейшов до аматорського рівня виступів.
У 2014 році «Океан» став переможцем першості Приморського краю. У 2017 команда у зв'язку із погіршенням фінансового стану припинила виступи і була розформована. Але вже у серпні 2018 року команда відродилась та стартувала в першості Приморського краю.

### Фарм-клуб
У 1993 році дублюючий склад клубу («Океан»-д) грав у другій російській лізі в 7 зоні, де зайняв 9 місце.

## Стадіон

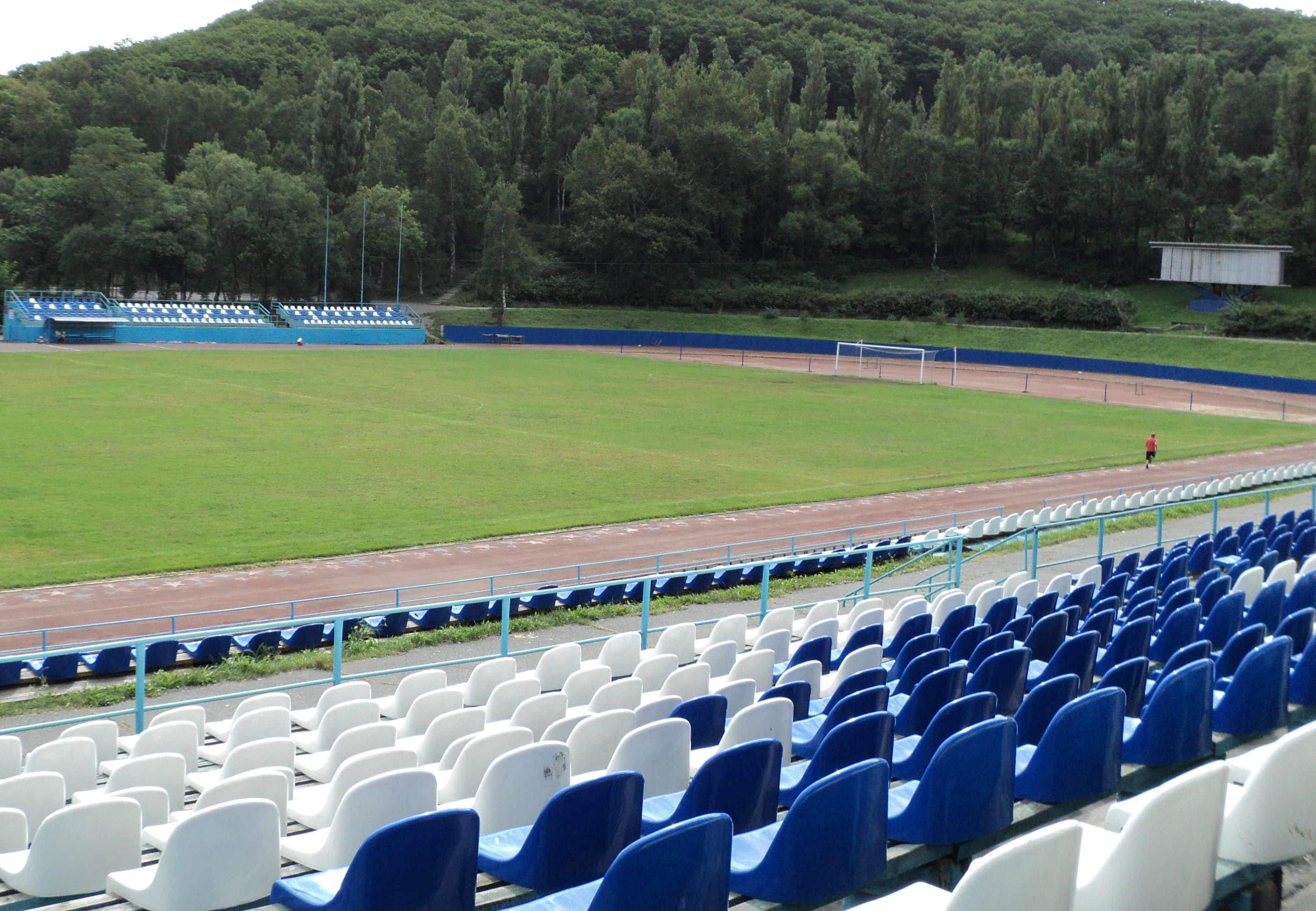
Стадіон «Водник» у Находці.

«Океан» проводить свої матчі на єдиному діючому стадіоні міста «Водник», який вміщує 4000 глядачів.

## Відомі футболісти
| - Олександр Авер'янов - Сергій Бондаренко - Олег Гарін - Ігор Захаров - Юрій Шишкін - Костянтин Лєдовських - Андрій Резанцев | - Олександр Тихоновецький - Віктор Файзулін - Сергій Лущан - Василь Грицан - Дмитро Гуленков - Олександр Петрик |